# سفارة المغرب في السنغال
سفارة المغرب في السنغال هي أرفع تمثيل دبلوماسي لدولة المغرب لدى السنغال. تقع السفارة بداكار العاصمة وهي تهدف لتعزيز المصالح المغربية في السنغال.
حسن الناصري هو السفير الحالي منذ 14 ديسمبر 2021.

## السفارة
تقع السفارة ب 73، شارع أنتا ديوب، طريق واكام، الصندوق البريدي رقم 490، داكار.

## سفراء المغرب في السنغال
| السفير                | بداية الفترة   | تقديم أوراق الإعتماد | نهاية الفترة    | ملوك المغرب              | رؤساء السنغال          |
| --------------------- | -------------- | -------------------- | --------------- | ------------------------ | ---------------------- |
| قاسم الزهيري          | 19 يناير 1961  |                      |                 | محمد الخامس/الحسن الثاني | ليوبولد سنغور          |
| بوبكر بومهدي          | 8 يونيو 1962   |                      |                 | الحسن الثاني             | ليوبولد سنغور          |
| يونس نكروف            |                |                      | 19 أبريل 1967   | الحسن الثاني             | ليوبولد سنغور          |
| فاضل بناني            | 19 أبريل 1967  |                      |                 | الحسن الثاني             | ليوبولد سنغور          |
| محمد مكوار            | 26 مارس 1981   |                      |                 | الحسن الثاني             | عبدو ضيوف              |
| محمد حليم             | 24 ماي 1993    |                      |                 | الحسن الثاني             | عبدو ضيوف              |
| ادريس النهدي الادريسي | 5 نوفمبر 1996  |                      |                 | الحسن الثاني             | عبدو ضيوف/عبد الله واد |
| موحا و علي تاغما      | ديسمبر 2003    |                      | نوفمبر 2008     | محمد السادس              | عبد الله واد           |
| الطالب برادة          | 2009           |                      | 16 ديسمبر 2021’ | محمد السادس              | عبد الله واد/ماكي سال  |
| حسن الناصري           | 14 ديسمبر 2021 |                      |                 | محمد السادس              | ماكي سال               |

## المغاربة المقيمين في السنغال
بلغ دد المغاربة المقيمين في السنغال 3.201 مواطنا بحسب الوزارة المنتدبة لدى وزارة الشؤون الخارجية والتعاون الدولي المكلفة بالمغاربة المقيمين بالخارج وشؤون الهجرة.